# Станція-шпиталь
«Станція-шпиталь» (англ. Hospital Station) — початковий цикл коротких науково-фантастичних повістей з серії «Головний сектор» північноірландського письменника-фантаста Джеймса Вайта, вперше опублікованих в одній книзі в 1962 році.

## Жанрова характеристика
- Жанрово-тематичний класифікатор:[1]
  - Жанри / піджанри: Фантастика (наукова фантастика | Позапланетарна фантастика)
  - Загальна характеристика: Пригоди, Психологія, Іронія
  - Місце дії: Поза Землею (Відкритий космос)
  - Час дії: Далеке майбутнє
  - Сюжетні ходи: Ксенофантастика | Перший контакт | Зростання героїв
  - Лінійність сюжету: В циклі — нелінійний
  - Вік читача: 12+

## Зміст та стислий опис
Перше видання шістдесят другого року містило п'ять творів короткої форми, які об'єднали під назвою Станція-шпиталь (англ. Hospital Station), а пізніше — Головний сектор (англ. Sector General #1):
- «Ескулап» — О'Мара піклується про немовля Hudlar під час будівництва Головного сектора. Майор О'Мара здобуває посаду начальника відділу психології в секторі. Молодший інтерн Пітер Конвей прибув до Головного сектора.
- «Головний госпіталь сектора» — молодший інтерн Конвей отримує свій перший досвід при лікуванні Telfi. Також Конвей змушений вбити життєву форму AACP, щоб запобігти подальшій загибелі усіх життєвих форм та шкоді Головному секторові.
- «Проблема з Емілі» — лікар Арретепек відвідує Головний сектор для співпраці з молодшим інтерном Пітером щодо лікування Емілі.
- «Випадковий відвідувач» — лікар Прилікла прибуває до Головного сектора. Відвідувач SRTT пропадає у Головному секторі, що спричиняє хаос.
- «Сторонній пацієнт» — Конвей отримав посаду старшого лікаря. Федерація контактує з планетою Мітбол (англ. Meatball — "фрикаделька"), котра для її жителів зветься Драмбо.[3]

До завершення життя письменник писав нові твори для циклу, який назвали Головний сектор (Генеральний сектор) (англ. Sector General series), загалом їх стало 31.

## Герої циклу
- Майор О'Мара (англ. O'Mara)
- Інтерн Конвей (англ. Conway)
- Медична сестра Мерчісон (англ. Murchison)
- Лікар Арретепек (англ. Arretapec)
- Лікар Прилікла (англ. Prilicla)

## Переклади українською
Цикл не перекладено українською мовою.